# Azcapotzalco
Azcapotzalco ("nella terra delle formiche", dal nahuatl azcatl, "formica"; postal, "terreno"; co, "nel") è un'importante città dell'attuale Messico. In epoca precolombiana fu la capitale dell'impero tepaneco.

## Storia
Venne fondata nel corso del XIII secolo a ovest del Lago Texcoco. Entrò in competizione territoriale con Culhuacan, città dei Colhua, situata a sud-est del lago.
Azcapotzalco riuscì a mantenere una posizione egemonica anche sugli Aztechi, che arrivarono nel 1299, stabilendosi sulla collina Chapoltepec ("delle cavallette", secondo l'etimo nahuatl del nome), e furono costretti all'assoggettamento. L'azteco Copil, espulso dalla propria gente, si rifugiò presso Azcapotzalco e contribuì alla diffusione di sentimenti ostili agli Aztechi. 
Intorno al 1315, Tepanechi, Toltechi e Cicimechi riuscirono a scacciare definitivamente gli Aztechi da Chapoltepec. Copil fu però catturato e ucciso dagli Aztechi. Il suo cuore venne strappato via e gettato nel fiume. Il mito vuole che questo viaggiò poi fino all'isolotto in cui, nel 1325, gli Aztechi approdarono, guidati da una profezia, per costruire la loro capitale Tenochtitlán.
Gli Aztechi tentarono in principio di allearsi con i Colhua per contrastare i Tepanechi: gli fu concesso di stanziarsi nei desolati pressi di Tizaapan, poco distante da Culhuacan.
Nel 1323, gli Aztechi allestirono il sacrificio di una principessa Colhua di fronte agli occhi del padre. I Colhua li cacciarono immediatamente da Tizaapan e dichiararono loro guerra.
Gli Aztechi chiesero immediata protezione ad Azcapotzalco, ma diventarono militarmente, economicamente e strategicamente sottoposti alle decisioni tepaneche.
Tra il 1371 e il 1426, Azcapotzalco conobbe il suo periodo di maggior splendore sotto la guida di Tezozómoc. Suo figlio Cuacuapitzahuac regnò sulla città azteca di Tlatelolco fino al 1407. Tezozomoc costrinse gli Aztechi a combattere al proprio fianco e conquistò la storica città nemica di Culhuacan nel 1385. Tra il 1414 e il 1418 ottenne il dominio della vallata grazie all'apporto decisivo delle forze mercenarie azteche e a una serie di accorte alleanze con le popolazioni del luogo. Azcapotzalco diventò un centro economico di grandissima portata.
Nel 1426, quando Tezozómoc morì, gli succedette il figlio Maxtla, che non seppe mantenere le alleanze e perdette il decisivo apporto degli Aztechi a causa dell'assassinio del loro re, Chimalpopoca. Azcapotzalco venne attaccata e completamente distrutta dalla triplice alleanza Tenochtitlán-Texcoco-Tlacopan nel 1428. Lo scettro egemonico del potere passò a Tenochtitlan e, di conseguenza, all'impero azteco.